# Houeillès
 Houeillès  es una población y comuna francesa, en la región de Aquitania, departamento de Lot y Garona, en el distrito de Nérac. Es la cabecera y mayor población del cantón de su nombre.

## Demografía
| 878 | 747 | 757 | 744 | 723 | 708 | 634 | 643 |
| Para los censos de 1962 a 1999 la población legal corresponde a la población sin duplicidades (Fuente: INSEE [Consultar]) |     |     |     |     |     |     |     |